# Volta al País Basc 1926
La Volta al País Basc 1926 és la 3a edició de la Volta al País Basc. La cursa es disputà en quatre etapes, entre el 4 i el 8 d'agost de 1926, per a un total de 746 km.
En aquesta edició es van inscriure un total de 42 ciclistes, dels quals finalment en van prendre part 29 i l'acabaren 23 d'ells. El vencedor final fou el luxemburguès Nicolas Frantz, que s'imposà a Ottavio Bottecchia.

## Etapes
| Etapa    | Data      | Recorregut               | Km  | Vencedor de l'Etapa      | Líder de la general      |
| -------- | --------- | ------------------------ | --- | ------------------------ | ------------------------ |
| 1a etapa | 4 d'agost | Bilbao-Vitòria           | 174 | Nicolas Frantz (LUX)     | Nicolas Frantz (LUX)     |
| 2a etapa | 5 d'agost | Vitòria-Pamplona         | 135 | Ottavio Bottecchia (ITA) | Ottavio Bottecchia (ITA) |
| 3a etapa | 6 d'agost | Pamplona-Sant Sebastià   | 266 | Julien Delbecque (BEL)   | Ottavio Bottecchia (ITA) |
| 4a etapa | 8 d'agost | Sant Sebastià-Las Arenas | 171 | Nicolas Frantz (LUX)     | Nicolas Frantz (LUX)     |

## Classificació general
|    | Ciclista                 | Equip           | Temps       |
| -- | ------------------------ | --------------- | ----------- |
| 1  | Nicolas Frantz (LUX)     | Alcyon-Dunlop   | 27h 13' 59" |
| 2  | Ottavio Bottecchia (ITA) | Automoto        | + 5' 39"    |
| 3  | Victor Fontan (FRA)      |                 | + 8' 39"    |
| 4  | Julien Delbecque (BEL)   | Armor           | + 8' 58"    |
| 5  | Omer Huyse (BEL)         | Automoto        | + 11' 50"   |
| 6  | Jean Debusschere (BEL)   | Alcyon - Dunlop | + 12' 20"   |
| 7  | Alfonso Piccin (ITA)     | Automoto        | + 12' 58"   |
| 8  | Gerard Debaets (BEL)     | Alcyon - Dunlop | + 19' 51"   |
| 9  | Miguel Mucio (ESP)       |                 | + 19' 54"   |
| 10 | Theophile Beeckman (BEL) | Armor           | + 21' 14"   |